# 대수기하학
대수기하학(代數幾何學, 영어: algebraic geometry)은 대수적 방정식들의 해집합으로 정의될 수 있는 기하학적 대상들 및 이들 사이의 관계를 대수적 방법으로 연구하는 수학 분야이며, 현재 수학 분야들 중 가장 세분화된 분야 중 하나다.

## 전개

### 다항식의 영점

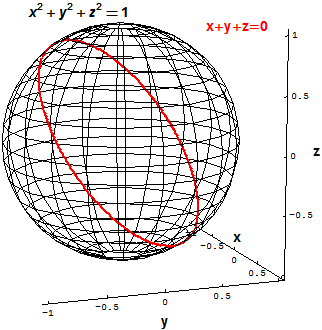
구와 기울어진(slanted) 원

고전적인 대수기하학에서 주 관심사는 여러 다항식들을 모은 집합이 있을 때 거기에 속하는 모든 다항식들의 값이 0이 되는 집합이 기하학적으로 어떤 성질을 갖는가 하는 것이었다. 예를 들어, 2차원 구는 3차원 유클리드 공간 {\displaystyle \mathbb {R} ^{3}}에서
{\displaystyle x^{2}\ +\ y^{2}\ +\ z^{2}-1\ =\ 0}
을 만족시키는 점 {\displaystyle (x,y,z)}들의 집합으로 정의될 수 있다. 비슷하게, {\displaystyle \mathbb {R} ^{3}}에서 다음의 두 식
{\displaystyle {\begin{array}{lllllll}x^{2}&+&y^{2}&+&z^{2}-1&=&0\\x&+&y&+&z&=&0\end{array}}}
을 둘 다 만족시키는 점들의 집합은 원이 된다.

### 아핀 대수다양체
먼저 {\displaystyle k}가 체라 하자. 고전적 대수기하학에서는 언제나 {\displaystyle k}를 복소수체 {\displaystyle \mathbb {C} }로 놓았으나, 실제로는 {\displaystyle k}가 대수적으로 닫혀있다는 가정만 하면 대부분의 결과가 동일하게 성립한다. 이때 {\displaystyle \mathbb {A} ^{n}(k)}를 {\displaystyle k_{n}}으로 정의하여 {\displaystyle k}상의 {\displaystyle n}차원 아핀 공간이라 하고, {\displaystyle k}가 문맥에서 명확한 경우에는 단순히 {\displaystyle \mathbb {A} ^{n}}이라고 쓴다. 이는 쓸데없는 정의로 보일 수도 있지만, {\displaystyle k^{n}}이 갖는 벡터 공간으로서의 구조를 '무시하기' 위한 것으로 볼 수 있다. 즉, {\displaystyle \mathbb {A} ^{n}}을 단순한 점집합으로 보자는 것이다.
함수 {\displaystyle f:\mathbb {A} ^{n}\to \mathbb {A} ^{1}}가 다항식으로 표현될 수 있을 경우, 이를 정칙 함수(regular function)라 한다. 구체적으로는, {\displaystyle k[x_{1},\cdots ,x_{n}]}에 속하는 적당한 다항식 {\displaystyle p}가 있어서 {\displaystyle \mathbb {A} ^{n}}에 속하는 임의의 점 {\displaystyle (t_{1},\cdots ,t_{n})}에 대해 {\displaystyle f(t_{1},\cdots ,t_{n})=p(t_{1},\cdots ,t_{n})}이 성립하는 경우를 말한다.
따라서 {\displaystyle n}차원 아핀 공간 상의 정칙 함수는 {\displaystyle k}상의 {\displaystyle n}변수 다항식과 동일한 것이며, 이를 {\displaystyle k[\mathbb {A} ^{n}]}로 쓴다.
다항식의 값이 0이 되는 점을 그 다항식의 영점이라고 한다. {\displaystyle S}가 {\displaystyle k[\mathbb {A} ^{n}]}의 부분집합일 때, {\displaystyle S}에 속하는 모든 다항식들이 0이 되는 점을 {\displaystyle V(S)}로 쓰고, '{\displaystyle S}의 영점'이라고 한다. 기호로 쓰면 다음과 같다:
{\displaystyle V(S)=\{(t_{1},\cdots ,t_{n})\in \mathbb {A} ^{n}|\forall p\in S,p(t_{1},\cdots ,t_{n})=0\}}
{\displaystyle \mathbb {A} ^{n}}의 부분 집합이 적당한 {\displaystyle S}에 대해 {\displaystyle V(S)}와 일치할 경우, 이를 대수적 집합이라 한다. 여기에서 {\displaystyle V}는 아래에서 설명할 특수한 종류의 대수적 집합인 대수다양체(영어: variety)의 첫 글자를 딴 것이다.
역으로, 대수적 집합 {\displaystyle U}가 주어졌을 때 이로부터 {\displaystyle V(S)=U}가 되는 집합 {\displaystyle S}를 찾아내는 문제를 생각해 보자. {\displaystyle U}가 임의의 {\displaystyle \mathbb {A} ^{n}}의 부분집합일 때, {\displaystyle I(U)}를 영점이 {\displaystyle U}를 포함하는 다항식들의 집합으로 정의한다. 여기에서 {\displaystyle I}는 ideal(아이디얼)의 첫 글자이다. 다항식 {\displaystyle f}와 {\displaystyle g}가 {\displaystyle U}에서 0이 될 경우, {\displaystyle f+g}도 {\displaystyle U}에서 0이 되며, 임의의 다항식 {\displaystyle h}에 대해 {\displaystyle hf}도 {\displaystyle U}에서 0이 되므로, {\displaystyle I(U)}는 언제나 {\displaystyle k[\mathbb {A} ^{n}]}의 아이디얼이 되기 때문이다.
이제 다음과 같은 두 질문을 제기할 수 있다.
1. {\displaystyle \mathbb {A} ^{n}}의 부분집합 {\displaystyle U}에 대해, 어떤 경우에 {\displaystyle U=V(I(U))}가 성립할까?
2. 다항식들의 집합 {\displaystyle S}에 대해, 어떤 경우에 {\displaystyle S=I(V(S))}가 성립할까?

첫 번째 질문에 대한 대답은 자리스키 위상을 도입함으로써 얻을 수 있다. 자리스키 위상은 {\displaystyle \mathbb {A} ^{n}} 상에 정의되는, {\displaystyle k[\mathbb {A} ^{n}]}의 대수적 구조가 반영된 위상이다. 이때 {\displaystyle U=V(I(U))}가 성립할 필요충분조건은 {\displaystyle U}가 자리스키 위상에서 닫힌 집합이라는 것이다. 두 번째 질문에 대한 대답은 힐베르트 영점 정리이다. 이 정리의 한 형태에 따르면, {\displaystyle I(V(S))}는 {\displaystyle S}에 의해 생성되는 소근기이다. 보다 추상적인 언어로 말하자면, {\displaystyle I}와 {\displaystyle V} 사이에는 갈루아 대응(Galois connection)이 있으며, 둘을 합성하면 폐포 연산자가 된다는 것이다.
힐베르트 기저 정리(Hilbert's basis theorem)에 따르면 {\displaystyle k[\mathbb {A} ^{n}]}의 모든 아이디얼은 유한 생성된다. 따라서 아이디얼 전체가 아닌 유한개의 다항식만을 대상으로 논리를 전개해서 정리를 증명할 수도 있으며, 이는 기초적인 대수기하학에서 중요한 도구가 된다.
그보다 작은 두 대수 집합의 합집합으로 나타낼 수 없는 대수 집합을 기약 대수 집합(irreducible algebraic set)이라 하며, 이를 또한 대수다양체라고도 부른다. 대수 집합이 대수다양체가 될 필요충분조건은 그 집합을 정의하는 다항식들의 집합이 다항식환 내에서 소 아이디얼을 생성한다는 것이다.
즉, 대수적으로 닫힌 체 k의 경우, 다음과 같은 대응 관계가 성립한다.
| 다항식환 {\displaystyle k[\mathbb {A} ^{n}]}의 대수적 성질                                                  | 아핀 공간 {\displaystyle \mathbb {A} ^{n}(k)}의 기하학적 대상                                                                                          |
| --- | --- |
| 아이디얼 {\displaystyle {\mathfrak {a}}}                                                                    | 아핀 대수 집합 {\displaystyle V({\mathfrak {a}})=\bigcap _{a\in {\mathfrak {a}}}a^{-1}(0)\subset \mathbb {A} ^{n}} (자리스키 위상에서 닫힌 부분 집합)  |
| 환의 원소 {\displaystyle f\in k[\mathbb {A} ^{n}]}                                                          | 아핀 공간 위의 정칙함수 {\displaystyle f\colon \mathbb {A} ^{n}\to k}                                                                                  |
| 극대 아이디얼 {\displaystyle (x_{1}-a_{1},x_{2}-a_{2},\dots ,x_{n}-a_{n})}                                  | 아핀 공간의 점 {\displaystyle (a_{1},a_{2},\dots ,a_{n})\in \mathbb {A} ^{n}} (스킴에서의 닫힌 점)                                                     |
| 소 아이디얼 {\displaystyle {\mathfrak {p}}}                                                                 | (기약) 아핀 대수다양체 {\displaystyle V({\mathfrak {p}})=\bigcap _{p\in {\mathfrak {p}}}p^{-1}(0)\subset \mathbb {A} ^{n}} (스킴에서의 닫히지 않은 점) |
| (유한 개의) 아이디얼의 곱 {\displaystyle {\mathfrak {a}}{\mathfrak {b}}}                                    | 대수 집합의 합집합 {\displaystyle V({\mathfrak {a}})\cup V({\mathfrak {b}})}                                                                           |
| (임의의 개수의) 아이디얼의 합 {\displaystyle \sum _{\alpha \in I}{\mathfrak {a}}_{\alpha }}                 | 대수 집합의 교집합 {\displaystyle \bigcap _{\alpha \in I}V({\mathfrak {a}}_{\alpha })}                                                                 |
| 소근기 {\displaystyle {\sqrt {\mathfrak {a}}}}                                                              | 자리스키 위상에서의 폐포 {\displaystyle \operatorname {cl} (V({\mathfrak {a}}))}                                                                       |
| 영 아이디얼 {\displaystyle \{0\}\subset k[\mathbb {A} ^{n}]}                                                | 아핀 공간 전체 {\displaystyle \mathbb {A} ^{n}} |
| 단위 아이디얼 {\displaystyle k[\mathbb {A} ^{n}]}                                                           | 공집합 {\displaystyle \varnothing \subset \mathbb {A} ^{n}}                                                                                            |
| 아이디얼에 대한 몫환 {\displaystyle k[\mathbb {A} ^{n}]/{\mathfrak {a}}}                                    | 대수 집합 위 정칙함수(regular function) {\displaystyle V({\mathfrak {a}})\to k}들의 환 {\displaystyle I(V({\mathfrak {a}}))}                           |
| 몫환에서의 동치류 {\displaystyle f+{\mathfrak {a}}\in k[\mathbb {A} ^{n}]/{\mathfrak {a}}}                  | 정칙함수의 {\displaystyle V({\mathfrak {a}})}에 대한 제한                                                                                              |
| 소 아이디얼에 대한 몫환의 분수체 {\displaystyle \operatorname {Frac} (k[\mathbb {A} ^{n}]/{\mathfrak {p}})} | 대수다양체 {\displaystyle V({\mathfrak {p}})} 위 유리 함수체                                                                                           |
| 소 아이디얼에 대한 몫환의 크룰 차원 (=몫환의 분수체의 초월 차수(transcendence degree))                      | 대수다양체의 차원 |

즉, 아이디얼들의 곱과 합은 위상 공간에서 닫힌 집합들의 공리(유한개의 닫힌 집합의 합집합 또는 임의의 개수의 닫힌 집합의 교집합 역시 닫힌 집합)를 만족한다. 따라서, 아이디얼들을 어떤 위상의 닫힌 집합으로 볼 수 있다. 이를 자리스키 위상이라고 한다.

### 정칙 함수
위상 공간에서 자연스러운 사상은 연속 함수이고 매끄러운 다양체에서 자연스러운 사상이 매끄러운 함수인 것처럼, 대수 집합에서도 소위 정칙 함수(regular functions)라고 부르는 자연스러운 함수 부류가 있다. 아핀 공간 {\displaystyle \mathbb {A} ^{n}}에 속해있는 대수 집합 {\displaystyle V} 상의 정칙 함수란, 앞서 우리가 정의한 의미로, {\displaystyle \mathbb {A} ^{n}} 상의 정칙 함수에 제한 함수(restriction)로써 정의된다.
정칙 함수가 임의의 공간으로 항상 확장되기를 요구하는 것은 부자연스러운 제약처럼 보이며, 매우 비슷한 상황이 정규 (위상) 공간에도 있다. 이때는 티체 확장정리에 의하여, 닫힌 집합 위에 정의된 연속 함수는 반드시 임의의 위상 공간으로 확장 가능하다는 것이 보장된다.
아핀 공간 상의 정칙 함수에서도, {\displaystyle V} 상의 정칙 함수들은 환을 이루며, {\displaystyle k[V]}로 표시한다. 이 환을 {\displaystyle V}의 좌표환(坐標環,영어: coordinate ring)이라고 한다.
{\displaystyle V} 상의 정칙 함수들은 {\displaystyle \mathbb {A} ^{n}} 상의 정칙 함수에서 나오므로, 이들의 좌표환들 사이에는 관련성이 있다. 특히, {\displaystyle k[V]} 안의 함수를 얻기 위하여 {\displaystyle k[\mathbf {A} ^{n}]} 의 함수를 잡자. 만약 이것이 {\displaystyle V}에서도 값을 가질 때에, 그 값이 같게 나온다면, 우리는 그것이 다른 함수({\displaystyle k[V]}안의 함수들)들과 같은 것이라고 말한다. 이것은 {\displaystyle V} 상에서 그(함수)들의 차가 0이라는 것과 같다. 이것으로부터, {\displaystyle k[V]}는 {\displaystyle k[\mathbf {A} ^{n}]/I(V)}으로 볼 수도 있다.

## 분야
대수기하학의 주된 분야로는 다음이 있다.
- 고전적 대수기하학은 복소수와 같은 대수적으로 닫힌 체에서의 대수다양체의 분류를 목표로 한다. 즉, 주어진 차원에서 대수다양체의 쌍유리 동치에 대한 동치류를 열거하고, 또한 주어진 대수다양체 속에서 부분다양체로 존재하는 대수다양체들의 동치류를 분류한다.
- 불변량 이론(영어: invariant theory)은 군의 대수다양체 위의 작용을 연구한다. 현대 대수기하학에서, 이는 데이비드 멈퍼드의 기하 불변량 이론(영어: geometric invariant theory)으로, 스킴의 언어로 재정의되었다.
- 교차 이론(영어: intersection theory)은 대수기하학 위에, 대수적 위상수학의 호몰로지와 유사한 구조들을 정의하는 이론이다.
- 산술기하학은 유리수체나 대수적 수체 위의 스킴을 다룬다. 예를 들어, 디오판토스 방정식은 이러한 스킴을 정의한다. 이 경우, 수론적인 문제를 기하학적인 문제로 재해석하여, 기하학적 기법을 적용할 수 있다.
- 실수 대수기하학(영어: real algebraic geometry)은 복소수 대신 실수 위의 초곡면들을 다룬다. 이 경우, 실수가 대수적으로 닫힌 체가 아니기 때문에 복소수의 경우 등장하지 않는 여러 현상들이 존재한다.
- 특이점 이론(영어: singularity theory)에서는 대수다양체의 특이점을 분류·연구한다.
- 계산 대수기하학(영어: computational algebraic geometry)에서는 주어진 대수다양체의 성질들을 계산하는 알고리즘을 다룬다.
- 비가환 대수기하학(영어: noncommutative algebraic geometry)은 스킴이 국소적으로 가환환인 것과 반대로, 비가환 대수적 구조들을 기하학적 기법들로 다룬다. 이는 (해석적) 비가환 기하학에 대응한다.

## 역사
대수기하학은 초기에는 데카르트 좌표계 위에 유한개의 대수방정식들을 만족하는 해들의 자취로 표현되는 대상, 이른바 대수다양체를 연구하는 기하학 분야였다. 그러나 시간이 지날수록 급격한 발달을 거치면서, 그 연구 대상이 점점 확대되다가 20세기 중반 이후 알렉산더 그로텐디크에 의해서 굉장히 일반화 된 스킴이 탄생하면서부터 전통적인 복소대수기하학에서부터 정수론까지 폭넓은 분야를 연구하는 기본적인 도구로 사용되고 있다.

### 19세기 이전
고대 그리스의 수학자들은 원뿔 곡선 및 이차 곡면과 같은, 간단한 실수 대수다양체들을 연구하였다. 또한, 고대의 수학은 대수학 대신 기하학에 중점을 두었으므로, 대수적인 문제들을 기하학적인 문제로 변환시켜 푸는 경우가 많았다. 예를 들어, 10세기 수학자 이븐 알 하이삼:193 및 11세기 수학자 오마르 하이얌:193–195은 3차 방정식을 곡선의 교차점을 사용하여 풀었다.
프랑수아 비에트와 르네 데카르트는 좌표계를 사용하여, 기하학적인 문제들을 대수적인 문제로 어떻게 변환시킬 수 있는지 발견하였다. 동시대의 블레즈 파스칼과 지라르 데자르그는 순수하게 기하학적인 방법으로 사영기하학을 개발하였다. 그러나 18세기에 들어 미적분학의 발견과 함께 해석적인 방법들이 도입되면서, 기하학의 대수적 접근에 대한 관심이 수그러들었다.

### 19세기~20세기 초
19세기에는 비유클리드 기하학과 아벨 함수의 발견으로 인하여, 잊혀졌던 대수적 기법들이 다시 중요해졌다. 아서 케일리는 사영 공간 위의 이차 형식을 연구하였고, 펠릭스 클라인은 에를랑겐 프로그램의 일환으로 사영기하학을 체계적으로 연구하였고, 쌍유리 변환의 개념을 정의하였다. 또한, 아벨 적분의 발견으로 베른하르트 리만은 리만 곡면을 정의하였고, 리만-로흐 정리를 증명하였다.
이 동안, 대수기하학의 기반이 되는 가환대수학이 발전하게 되었다. 다비트 힐베르트는 힐베르트 영점 정리 및 힐베르트 기저 정리를 증명하였고, 프랜시스 매콜리(영어: Francis Macaulay)는 소거 이론(영어: elimination theory)을 개발하였다. 이는 오랫동안 잊혀져 있다가, 이후 최근 특이점 이론의 기반으로 부활하게 되었다.
귀도 카스텔누오보, 페데리고 엔리퀘스, 자코모 알바네세, 파스콸레 델 페초, 프란체스코 세베리, 주세페 베로네세 등으로 구성된 이탈리아 학파는 대수다양체들을 쌍유리 동치 아래 분류하는 것을 목표로 삼았고, 이들은 모든 대수 곡면들을 분류하는 데 성공하였다 (엔리퀘스-고다이라 분류). 그러나 이들의 업적은 공리적으로 엄밀하지 못했고, 상당 부분은 훗날 오류로 밝혀졌으나 다른 부분들은 후대에 엄밀하게 재증명되었다.

### 20세기 중반 이후
바르털 레인더르트 판데르바르던과 오스카 자리스키, 앙드레 베유는 당시 존재하는 가환대수학을 사용하여, 이탈리아 학파의 결과들을 엄밀한 기반으로 재증명하였다.
1950~1960년대 동안에 장피에르 세르와 알렉산더 그로텐디크는 층 이론을 사용하여 대수기하학의 기초를 재정의하였다. 1960년대 동안에 그로텐디크는 스킴의 개념을 도입하였고, 스킴 이론과 호몰로지 대수학을 사용하여 대수적 수론을 대수기하학의 일부로 흡수하였다.
20세기 말에 와서는 컴퓨터의 발달로 계산 대수기하학이 발달하였다. 그뢰브너 기저는 1956년에 도입되었고, 대수기하학적 알고리즘들의 기반을 이룬다. 또한, 타원 곡선의 이론은 타원곡선 암호로 응용되었다.

## 참고 문헌
1. 1 2  Kline, M. (1972) Mathematical Thought from Ancient to Modern Times (Volume 1). Oxford University Press.

- 조영현 (1991년 4월 1일). 《대수기하학: 완전교차를 중심으로》. 대우학술총서 자연과학 068. 민음사. ISBN 89-374-3568-3.
- 김양곤; 서경식, 김종진, 조용환, 곽효철, 정종우, 마인숙 (2002). 《현대 사영기하와 대수기하학》. 경문사. ISBN 978-8-972-82540-1. 2015년 2월 22일에 원본 문서에서 보존된 문서. 2013년 7월 17일에 확인함.
- 대구대학교 수학교재편찬위원회 (2003). 《대수 기하의 이해》. 대구대학교 출판부. ISBN 978-89-7794266-0.
- 한재영 (2009). 《대수기하 이야기》. 대학수능자녀를 둔 부모가 읽을 교양수학 시리즈 2. 교우사. ISBN 89-8172-370-2.
- Hartshorne, Robin (1977). 《Algebraic geometry》. Graduate Texts in Mathematics (영어) 52. Springer. doi:10.1007/978-1-4757-3849-0. ISBN 978-0-387-90244-9. ISSN 0072-5285. MR 0463157. Zbl 0367.14001.
- Reid, Miles (1989). 《Undergraduate algebraic geometry》. London Mathematical Society Student Texts (영어) 12. Cambridge University Press. doi:10.1017/CBO9781139163699. ISBN 978-0-521-35559-9. MR 0982494. Zbl 0701.14001.
- Harris, Joe (1995). 《Algebraic geometry: a first course》. Graduate Texts in Mathematics (영어) 133. Springer. doi:10.1007/978-1-4757-2189-8. ISBN 978-0-387-97716-4. ISSN 0072-5285. MR 1416564. Zbl 0779.14001.
- Fulton, William (1989). 《Algebraic curves: an introduction to algebraic geometry》 (PDF). Advanced Book Classics (영어). Addison-Wesley. ISBN 0-201-51010-3. MR 1042981.
- Arapura, Donu (2012). 《Algebraic geometry over the complex numbers》. Universitext (영어). Springer. doi:10.1007/978-1-4614-1809-2. ISBN 978-1-4614-1808-5. ISSN 0172-5939. Zbl 1235.14001.
- Liu, Qing (2006년 6월 29일). 《Algebraic geometry and arithmetic curves》. Oxford Graduate Texts in Mathematics (영어) 6. Reinie Erne 역 2판. Oxford University Press. ISBN 978-0-19-920249-2. MR 1917232. Zbl 1103.14001. 2016년 3월 5일에 원본 문서에서 보존된 문서. 2015년 2월 22일에 확인함.
- Griffiths, Philip; Harris, Joseph (1994년 8월). 《Principles of algebraic geometry》. Wiley Classics Library (영어) 2판. Wiley. doi:10.1002/9781118032527. ISBN 978-0-471-05059-9. MR 1288523. Zbl 0836.14001.